# Xerospiraea hartwegiana
Xerospiraea hartwegiana là loài thực vật có hoa trong họ Hoa hồng. Loài này được (Rydb.) Henrickson miêu tả khoa học đầu tiên năm 1985.